# Trochilus scitulus
Trochilus scitulus е вид птица от семейство Колиброви (Trochilidae).

## Разпространение
Видът е разпространен в Ямайка.